# Belmont (New York)
Pour les articles homonymes, voir Belmont.
Le village de Belmont est le siège du comté d'Allegany, situé dans l'État de New York, aux États-Unis.